# Карбонара-аль-Тичино
Карбонара-аль-Тичино (итал. Carbonara al Ticino) — коммуна в Италии, располагается в регионе Ломбардия, в провинции Павия.
Население составляет 1489 человек (2008 г.), плотность населения составляет 106 чел./км². Занимает площадь 14 км². Почтовый индекс — 27020. Телефонный код — 0382.
Покровителями коммуны почитаются святой апостол и евангелист Иоанн Богослов, празднование 27 декабря, и святой Альдо.

## Демография
Динамика населения:

## Администрация коммуны
- Официальный сайт: http://www.comune.carbonaraalticino.pv.it/